# Zhaigang
Zhaigang är en köping i sydöstra Kina. Den ligger i Liannan härad i staden Qingyuan i provinsen Guangdong,  omkring 180 kilometer nordväst om provinshuvudstaden Guangzhou. Antalet invånare är 33 876. Befolkningen består av 16 852 kvinnor och 17 024 män. Barn under 15 år utgör 23,0 %, vuxna 15-64 år 64 %, och äldre över 65 år 12,0 %.